# Joe Simpson (alpinista)
Joe Simpson (Kuala Lumpur, 13 agosto 1960) è un alpinista e scrittore britannico.

## Biografia
Nato a Kuala Lumpur, in Malaysia, dove suo padre era di stanza con l'esercito britannico, Simpson crebbe tra Gibilterra, Irlanda e Germania e compì gli studi in Inghilterra ad Ampleforth, in West Yorkshire. Studiò poi letteratura inglese presso l'Università di Edimburgo..
Ha raggiunto la notorietà internazionale con il libro La morte sospesa, nel quale ha raccontato della sua drammatica spedizione del 1985 nelle Ande peruviane, in cui durante la discesa dalla Siula Grande ebbe un grave incidente e rischiò seriamente la morte. Nel 2003 ne è stato tratto il film omonimo.
Malgrado il parere dei medici sulle possibilità di riprendere l'attività alpinistica fosse negativo, a causa delle ferite riportate e delle cure scadenti ricevute in Perù, riprese ad arrampicare due anni dopo. Nel 1991 durante una salita su un seimila himalaiano, il Pachermo, una scivolata gli costò la frattura della caviglia. L'episodio, insieme ad altri precedenti la salita del Siula Grande, è narrato in Questo gioco di fantasmi.
Le sue esperienze al limite della sopravvivenza gli hanno permesso di intraprendere anche una carriera come conferenziere motivazionale, come già prima di lui altri alpinisti, uno fra tutti Reinhold Messner.
Il 29 aprile 2008 ha presentato al 56° Trento Filmfestival il film The Beckoning Silence, già trasmesso sulla tv inglese.

## Opere
- Joe Simpson, La morte sospesa [Touching the Void], Vivalda, 1992  [1988].
- Joe Simpson, The Water People, Abacus, 1992.
- Joe Simpson, Questo gioco di fantasmi [This Game of Ghosts], Vivalda, 1994  [1993].
- Joe Simpson, Storms of Silence, Vintage, 1996.
- Joe Simpson, Ombre sul ghiacciaio: drammi e miserie in alta quota [Dark Shadows Falling], Centro documentazione alpina, 1999  [1996].
- Joe Simpson, Il richiamo del silenzio [The Beckoning Silence], Mondadori, 2003  [2002].
- Joe Simpson, Il suono del silenzio [The Sound of Gravity], Corbaccio, 2012  [2011].
- Joe Simpson, Walking the Wrong Side of the Grass, Direct Authors, 2018.

## Film
- La morte sospesa (Touching the Void) (2003)
- L'eco del silenzio (The beckoning silence) (2008)

## Radio
- Una corda, due vite - Joe Simpson e Simon Yates (destini incrociati, radio24) (2012)[2]